# Újbarok, Fejér
Újbarok (în germană Neudörfl) este un sat în districtul Bicske, județul Fejér, Ungaria, având o populație de 426 de locuitori (2011).

## Demografie
Componența etnică a satului Újbarok
     Maghiari (74,83%)
     Germani (24,28%)
     Ruși (0,88%)
Componența confesională a satului Újbarok
     Romano-catolici (39,2%)
     Fără religie (12,68%)
     Reformați (5,16%)
     Necunoscută (41,31%)
     Alte religii (3,76%)
Conform recensământului din 2011, satul Újbarok avea 426 de locuitori. Din punct de vedere etnic, majoritatea locuitorilor (74,83%) erau maghiari, cu o minoritate de germani (24,28%). Nu există o religie majoritară, locuitorii fiind romano-catolici (39,2%), persoane fără religie (12,68%) și reformați (5,16%). Pentru 41,31% din locuitori nu este cunoscută apartenența confesională.